# Laurin & Klement FCS
Laurin & Klement FCS byl závodní automobil vyráběný od roku 1908 do roku 1909 automobilkou Laurin & Klement.

## Historie
Je to první automobil značky Laurin & Klement, který měl motor OHV. Byl to řadový čtyřválec uložený vpředu, poháněl zadní kola. Měl objem 1994, 2439, 2940 nebo 3486 cm3. Výkon byl 71 kW (96 koní), vrtání 86 mm, zdvih 150 mm. Přední i zadní náprava měly rozchod 1300 mm a byly tuhé na listových perech. Vůz dosahoval rychlosti okolo 130 km/h.
Bylo vyrobeno celkem 8 kusů. S jedním z nich zajel Otto Hieronimus v roce 1908 na okruhu Brooklands světový rychlostní rekord 118,72 km/h. 8. října 1908 s tímto vozem Hieronimus také zvítězil ve své kategorii v rakouském závodě Semmering.